# Valerie Woods
Ne doit pas être confondu avec Valerie Smith.
Valerie Woods Smith est une politicienne bélizienne qui est présidente de la Chambre des représentants du pays depuis décembre 2020.

## Biographie

### Éducation
Valerie Woods est titulaire d'un BSc en administration des affaires du Le Moyne College de Syracuse, et d'une maîtrise en administration du tourisme de l'université George-Washington de Washington.

### Carrière
Valerie Woods travaille comme directrice du Protected Areas Conservation Trust puis directrice national de Chukka et enfin directrice du tourisme. En 1999, elle est nommée secrétaire par intérim du ministère du Tourisme,. Elle rejoint le Conseil des amis pour la conservation et le développement en décembre 2019.
Elle est membre du Parti uni du peuple. En mars 2016, elle est nommée par le chef du parti Johnny Briceño à l'un de leurs trois sièges au Sénat,. Sa nomination est une surprise pour certains, car son mari a demandé à Briceño de se retirer en 2011.
Valerie Woods est une ardente défenseur de la discrimination basée sur le genre. En août 2016, elle initie une rencontre entre la communauté LGBTI et des représentants du gouvernement après que la Cour suprême ait annulé l'article 53 du Code pénal, qui punissait les relations homosexuelles d'une peine pouvant aller jusqu'à dix ans de prison. En décembre 2018, elle appelle le gouvernement à faire davantage pour lutter contre la violence intra-familiale. En avril 2019, elle s'abstient de voter le projet de loi sur le référendum sur les différends territoriaux du Belize, car elle est favorable à la poursuite du Guatemala devant la Cour internationale de justice,,. Elle déclare: "Si ma tête doit tomber, laissez-la tomber.". Elle est remplacée au Sénat en août de la même année,.
Après que les élections générales béliziennes de 2020 aient porté le PUP au pouvoir pour la première fois en 17 ans, Valerie Woods est élue à l'unanimité présidente de la Chambre des représentants le 11 décembre 2020 après avoir été proposé par le Premier ministre nouvellement élu Briceño et le vice-Premier ministre Cordel Hyde (en). Valerie Woods est également présidente de Caribbean Women in Leadership.

### Vie personnelle
Valerie Woods est marié à Godfrey Smith (en), ancien procureur général du Belize (en) et juge à la Cour suprême de Sainte-Lucie,.